# Eñaut Mendia
Eñaut Mendia Berasategui (Lazcano, Guipúzcoa, 25 de junio de 1999) es un futbolista español que juega en la demarcación de delantero para el SD Beasáin de la Segunda Federación.

## Biografía
Empezó a formarse como futbolista en las categorías inferiores del SD Beasáin, hasta que en la temporada 2017/18 subió al primer equipo. Permaneció en el club durante dos temporadas, llegando a anotar siete goles en cuarenta partidos de liga. En julio de 2019 se marchó traspasado a la disciplina de la SD Eibar. Empezó jugando en el equipo reserva del club vitoriano, en el CD Vitoria, en la Tercera División de España. Un año después el 3 de octubre de 2020, hizo su debut con el primer equipo en un partido de la Primera División de España contra el Real Valladolid.

## Clubes
| Club             | País   | Año       | Partidos | Goles |
| ---------------- | ------ | --------- | -------- | ----- |
| SD Beasáin       | España | 2017-2019 | 40       | 7     |
| CD Vitoria       | España | 2019-2020 | 28       | 2     |
| SD Eibar         | España | 2020      | 1        | 0     |
| CD Vitoria       | España | 2021-2022 | 33       | 7     |
| Club Portugalete | España | 2022-2023 | 25       | 1     |
| CD Lagun Onak    | España | 2023-2024 | 27       | 1     |
| SD Beasáin       | España | 2024-     | 33       | 1     |